# Agonalno disanje
Agonalno disanje ili dahtanje je jedinstven fiziološki fenomen koji se može javiti kod pacijenata u prvih nekoliko minuta akutnog zastoja srca.   Kako je agonalno disanje neujednačeno, lako ga je prepoznati i razlikovati od ostalih respiratornih obrazaca patološkog disanja i kod umirućeg pacijenta kod koga nije primenjen postupak oživljavanja uvek će okončati terminalnom apnejom.
Iako u određenim slućajevima agonalno disanje zahteva kardiopulmonalnu reanimaciju (oživljavanje), postoji i etička osnova da se u retkim okolnostima pacijentu omogući  mirna i ugodna smrt.

## Agonalno disanje kod umirućeg
Agonalno disanje kod umirućeg pacijenta je poslednji respiratorni obrazac disanja pre terminalne apneje. Trajanje takvog oblika disanja varira — može biti kratkotrajno, poput jednog ili dva udisaja, do dugotrajnog dahtanja koje traje nekoliko minuta ili sati. 
Kao etička osnova za ovu vrstu agonalnog disanaj, u retkim okolnostima, predlaže se upotreba neuromuskularne blokade za suzbijanje produženih epizoda agonalnog disanja kod dobro sediranih pacijenata kako bi im se omogućila mirna i udobna smrt.

## Agonalno disanje kao auto-reanimacioni mehanizam
Novije eksperimentalne studije i klinički slučajevi ukazuju na veći procenat preživljavanja pacijenata sa agonalnim disanjem, jer agonalno disanje utiče na održavanje prohodnosti gornjih disajnih puteva i poboljšanje razmene gasova za vreme kardiopulmonalne reanimacije (akronim KPCR).
Stvaranje negativnog unutargrudnog pritiska u toku agonalnog disanja poboljšava venski povratak krvi u srce i srčani ulaz, kao i moždani perfuzioni pritisak. Svi ovi efekti idu u prilog činjenici da postoji veza između pojave agonalnog disanja i većeg procenta preživljavanja reanimiranih pacijenata, pa zbog toga neki autori agonalno disanje proglašavaju za auto-reanimacioni mehanizam.

## Literatura
- „Incidence of Agonal Respirations in Sudden Cardiac Arrest”. EMD Program. King County, Washington. 30. август 2003. Архивирано из оригинала 10. 2. 2005. г. Приступљено 25. јун 2012.
- Bång, Angela; Herlitz, Johan; Martinell, Sven (2003). „Interaction between emergency medical dispatcher and caller in suspected out-of-hospital cardiac arrest calls with focus on agonal breathing. A review of 100 tape recordings of true cardiac arrest cases”. Resuscitation. 56 (1): 25—34. PMID 12505735. doi:10.1016/S0300-9572(02)00278-2.
- Hazinski, Mary Fran, ур. (2011). BLS for healthcare providers. (New изд.). Dallas, Tex.: American Heart Association. ISBN 978-1616690397.

## Spoljašnje veze
|  | Molimo Vas, obratite pažnju na važno upozorenje u vezi sa temama iz oblasti medicine (zdravlja). |